# (13298) Namatjira
(13298) Namatjira (1998 RD5) – planetoida z pasa głównego asteroid okrążająca Słońce w ciągu 3,69 lat w średniej odległości 2,39 j.a. Odkryta 15 września 1998 roku.